# Saint-Sulpice-de-Roumagnac
Saint-Sulpice-de-Roumagnac ist eine französische Gemeinde mit 283 Einwohnern (Stand 1. Januar 2022) im Département Dordogne in der Region Nouvelle-Aquitaine (vor 2016: Aquitanien). Die Gemeinde gehört zum Arrondissement Périgueux und zum Kanton Ribérac.
Der Name in der okzitanischen Sprache lautet Sent Suplesís de Romanhac und leitet sich vom heiligen Sulpicius II. von Bourges ab. Der Zusatz „Roumagnac“ ist vermutlich auf ein Landgut zurückzuführen, das in gallorömischer Zeit einem Centurio aus der Romagna in Oberitalien gehörte.
Die Einwohner werden Romagnosulpiciens und Romagnosulpiciennes genannt.

## Geographie
Saint-Sulpice-de-Roumagnac liegt ca. 26 km westlich von Périgueux im Gebiet Ribéracois der historischen Provinz Périgord am westlichen Rand des Départements.
Umgeben wird Saint-Sulpice-de-Roumagnac von den sechs Nachbargemeinden:
| Saint-Martin-de-Ribérac |                                             | Saint-Pardoux-de-Drône    |
|                         | Kompassrose, die auf Nachbargemeinden zeigt | Segonzac Chantérac        |
| Siorac-de-Ribérac       |                                             | Saint-Vincent-de-Connezac |

Saint-Sulpice-de-Roumagnac liegt im Einzugsgebiet des Flusses Dordogne.
Die Peychay, ein Nebenfluss der Dronne, durchquert das Gebiet der Gemeinde zusammen mit ihrem Nebenfluss, der Gilardie, die in Saint-Sulpice-de-Roumagnac entspringt.

## Einwohnerentwicklung

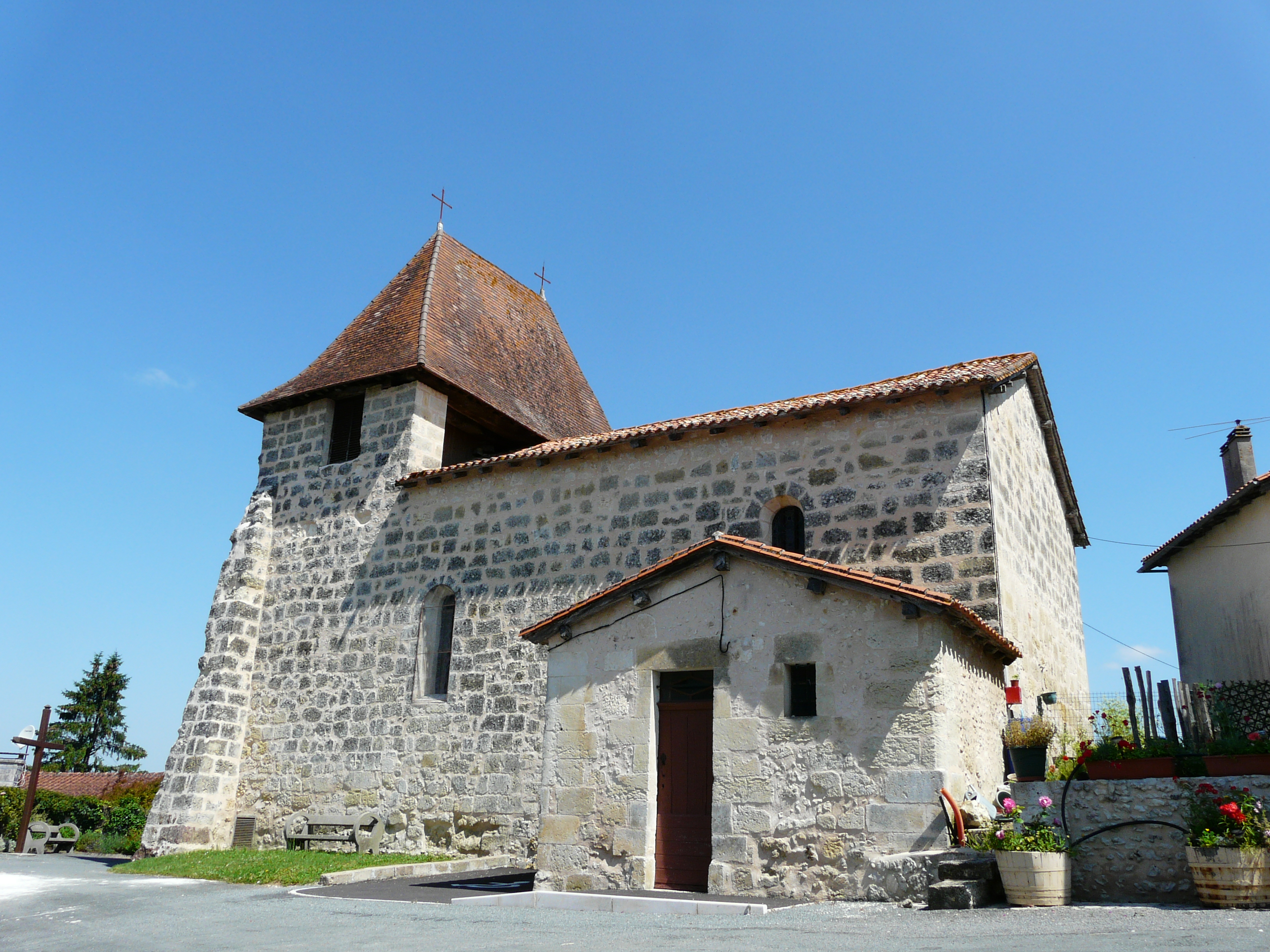
Pfarrkirche Saint-Sulpice

Nach Beginn der Aufzeichnungen stieg die Einwohnerzahl in der Mitte des 19. Jahrhunderts auf einen Höchststand von 760. In der Folgezeit sank die Größe der Gemeinde bei kurzen Erholungsphasen bis zu Beginn des 21. Jahrhunderts, bevor eine Wachstumsphase einsetzte, die bis heute anhält.
| Jahr      | 1962 | 1968 | 1975 | 1982 | 1990 | 1999 | 2006 | 2011 | 2022 |
| --------- | ---- | ---- | ---- | ---- | ---- | ---- | ---- | ---- | ---- |
| Einwohner | 301  | 305  | 238  | 242  | 232  | 226  | 217  | 227  | 283  |

## Sehenswürdigkeiten
- Pfarrkirche Saint-Sulpice aus dem 13. Jahrhundert
- Schloss Saint-Sulpice aus dem 15. Jahrhundert
- Schloss Le Puid aus dem 18. Jahrhundert
- Herrenhaus Chauvignac, eine Chartreuse aus dem 18. Jahrhundert
- Herrenhaus La Marteille aus dem 16. Jahrhundert
- Herrenhaus La Vergne aus dem 18. Jahrhundert

## Wirtschaft und Infrastruktur
Saint-Sulpice-de-Roumagnac liegt in den Zonen AOC der Buttersorten Charentes-Poitou, Charentes und Deux-Sèvres sowie der Noix du Périgord, der Walnüsse des Périgord, und des Nussöls des Périgord.

### Bildung
Die Gemeinde verfügt über eine öffentliche Vor- und Grundschule mit 23 Schülerinnen und Schülern im Schuljahr 2018/2019.

### Verkehr
Saint-Sulpice-de-Roumagnac ist erreichbar über die Routes départementales 43 und 709, die ehemalige Route nationale 709, welche die Gemeinde mit Ribérac im Nordwesten und mit Bergerac über Mussidan im Süden verbindet.

## Persönlichkeiten
Jean-Marc Janaillac, geboren am 16. April 1953 in Saint-Sulpice-de-Roumagnac, ist ein französischer Politiker und Topmanager von namhaften französischen Firmen in der Transportbranche. Seine letzte Position als PDG von Air France hat er im Jahre 2018 aufgegeben, als seine vorgeschlagene Lohnvereinbarung von der Belegschaft nicht angenommen wurde.